# Maxillaria milenae
Maxillaria milenae là một loài thực vật có hoa trong họ Lan. Loài này được V.P.Castro & Chiron mô tả khoa học đầu tiên năm 2004.